# イオンフードスタイル港南台店
イオンフードスタイル港南台店（イオンフードスタイルこうなんだいてん）は、神奈川県横浜市港南区港南台三丁目にある大型商業施設（ショッピングセンター）である。店番号は0310。ネットスーパー取扱店舗。

## 概要
港南台駅前に立地している。ダイエー内では149号店・県下7号店で、1972年に開業した藤沢店以降5年ぶりの開店である。県内の新設店で初めて「ニューライフ・スタイル」形式を取り入れた。初年度の年商見込みは60億円。
近隣には、港南台バーズや港南台タカシマヤ(2020年8月閉店)等の商業施設がある。港南台バーズとは2階から連絡通路で結ばれている。
テレビ神奈川等、マスコミへの露出度も高い店舗である。1980年代にはダイエーグループの企業CMとして当店で一部シーンの撮影が行われた。
2018年9月28日、大幅なリニューアルを行った上でイオンフードスタイル港南台店へ店名を変更した。

## フロア構成
| 階      | フロア概要                                                   |
| ------- | ------------------------------------------------------------ |
| 4階     | 【専門店】アミューズメント・バラエティショップのフロア       |
| 3階     | 【専門店】家電と趣味のフロア                                 |
| 2階     | ファッションとライフスタイルのフロア（港南台バーズ連絡通路） |
| 1階     | 大型フードコート、日用品のフロア                             |
| 地下1階 | 『料理を楽しむ』食料品フロア                                 |

## テナント
現在の出店全店舗一覧は公式サイト「フロアガイド」を参照。

### かつて存在していた主なテナント
- パレックス（家電）
- ラオックス（家電）
- ヤマダデンキ (家電)
- ウェンディーズ（ハンバーガー） ※ゼンショーとの契約打ち切りにより、2009年12月31日で閉店
- 新星堂
- アシーネ (本)

## 売上
この統計は、日経流通新聞及び日本経済新聞が調査して順位付けしたものである。港南台店は、高島屋港南台店が開業するまで売上が良かったが21世紀に入ってからは少々落ち込んでいる。
| 年度   | スーパー業界 | ダイエー内 | 小売総合 | 売場面積 | 売上          |
| ------ | ------------ | ---------- | -------- | -------- | ------------- |
| 1982年 | 60位         | 23位       | なし     | 117位    | 90億2900万円  |
| 1983年 | 71位         | 21位       | なし     | 113位    | 90億9300万円  |
| 1984年 | 79位         | 23位       | なし     | 119位    | 92億4200万円  |
| 1985年 | 75位         | 24位       | なし     | 127位    | 95億3400万円  |
| 1986年 | 77位         | 25位       | なし     | 129位    | 97億3200万円  |
| 1987年 | 圏外         | 圏外       | なし     | 圏外     | 不明          |
| 1988年 | 98位         | 35位       | なし     | 142位    | 103億500万円  |
| 1989年 | 111位        | 圏外       | なし     | 圏外     | 不明          |
| 1990年 | 121位        | 38位       | なし     | 73位     | 105億2800万円 |
| 1991年 | 不明         | 45位       | 362位    | なし     | 195億5400万円 |

## アクセス

### 鉄道
- JR根岸線 港南台駅から徒歩1分